# LG Q6
El LG Q6, LG Q6+ y LG Q6α es un teléfono inteligente de Android, desarrollado por LG Electronics. Se introdujo en julio de 2017 y fue anunciado en agosto de ese mismo año en España.

## Características
Tiene unas dimensiones de 142.5x69.3x8.1 mm y un peso de 149 gramos. El LG Q6 está disponible en color negro, dorado y platino, LG Q6 plus en blanco, negro, azul y platino y el LG Q6α en dorado, negro y platino.

## Hardware
El LG Q6 tiene una pantalla de 5,5 pulgadas con relación de aspecto de 18:9, que cuenta con una resolución de 2,160x1,080 píxeles (Full-HD). Utiliza un procesador Qualcomm Snapdragon 435 1,4 GHz de ocho núcleos con GPU Adreno 505. Trae 3 GB de RAM y 32 GB de almacenamiento en su versión estándar, 4 GB de RAM y 64 GB de almacenamiento en la versión plus (LG Q6+) y 2GB y 16 GB en la versión LG Q6α. En cuanto a cámara, la trasera es de 13 megapíxeles y la delantera de 5. Tiene una batería de 3000mAh (no extraíble) y chip NFC. En cuanto a conectividad ofrece 4G LTE, 3G, 2G, Wi-Fi 802.11 y Bluetooth 4.2.

## Software
Este terminal se suministra con Android 7.1.1 Nougat aunque se puede actualizar a Android 8.1 Oreo. Trae aplicación de Radio FM, Google assistant, funciones de cámara cuadrada y reconocimiento facial.